# Vytyčení hranic pozemků
Vytyčení vlastnických hranic pozemků je v současnosti právně zakotveno v ustanoveních § 49 zákona č. 256/2013 Sb., o katastru nemovitostí (katastrální zákon), a § 87 až 90 vyhlášky č. 357/2013 Sb., o katastru nemovitostí (katastrální vyhláška). Vytyčení je zeměměřickou činností, při které se do terénu přenáší poloha lomových bodů hranic pozemků podle údajů katastru o jejich geometrickém a polohovém určení.
Mapovým podkladem je výsledek originálního mapování, pozemkových úprav a nebo v mapě technicky provedený a právně platný geometrický plán. Vytyčení nesmí být provedeno s menší přesností než umožňují použitelné podklady. S výsledkem měření musí být sousední vlastníci seznámeni, resp. musí jim být seznámení umožněno. O vytyčení se sepíše protokol a geodet vypracuje dokumentaci o vytyčení, jejíž kopii spolu s kopií protokolu vydá objednateli vytyčení a také místně příslušnému katastrálnímu úřadu. Nepřítomnost souseda není na závadu vytyčení, v tomto případě se mu zašle pouze kopie protokolu.
Pokud s vytyčením dochází ke změně geometrického a polohového určení nemovitosti (zpřesnění) může se vypracovat "geometrický plán pro průběh vytyčené nebo vlastníky upřesněné hranice". Takový plán se pak jako nedílnou součást listiny předloží do katastru nemovitostí. Musí ovšem obsahovat souhlasy všech sousedů. Pokud např. jeden ze sousedů nesouhlasí, plán se nevyhotovuje a postačí klasická dokumentace jako doklad o provedeném měření.
Výsledek vytyčení nikdy nemění právní vztahy k nemovitostem a geodet při měření nesmí své názory na právní vztahy k nemovitostem sdělovat zúčastněným. Případné námitky proti vytyčení je vhodné řešit dohodou sousedů (vždy je možná oprava hranic pozemků, existuje-li shodná vůle stran). Spory stran však řeší jedině soud, který si k takové činnosti obvykle vyžádá nezávislý znalecký posudek.